# Вахрамеев, Юрий Сергеевич
Юрий Сергеевич Вахрамеев (род. 1930) — советский и российский физик-теоретик, специалист в области газодинамики и физики взрыва, доктор технических наук (1968), профессор (1988); Лауреат Ленинской премии (1984). Государственной премии СССР (1973). Заслуженный деятель науки Российской Федерации (1996).

## Биография
Родился 3 ноября 1930 года в Перми.
С 1954 года после окончания МИФИ работал в системе атомной промышленности СССР. С 1954 года направлен в закрытый город Арзамас-16 работал младшим научным сотрудником ВНИИЭФ.
С 1955 года направлен в закрытый город Челябинск-70 был научным сотрудником и начальником отдела Сектора № 2, начальником Теоретического отдела Сектора № 1 ВНИИТФ. С 1969 года член Научно-технического совета (НТС)
МСМ СССР. С 1955 года был участником создания первой в СССР термоядерной бомбы РДС-37 и РДС-202. Автор и главный участник создания схемы устройства, лежащего в основе нескольких направлений работ ядерных центров, позволившего получить уникальные результаты. Предложил новый подход к описанию взрывов на выброс и построил модель разрушенной среды.
С 1963 по 1967 и с 1977 по 1984 годы избирался депутатом городского Совета депутатов трудящихся города Челябинск-70. С 1969 по 1971 годы депутат Челябинского областного Совета.

## Награды
Источники:

### Ордена
- Орден Ленина (1966)
- Орден Октябрьской революции (1979)
- Орден Трудового Красного Знамени (1956, 1961)

### Премии
- Ленинская премия (1984)
- Государственная премия СССР (1973)

### Звания
- Заслуженный деятель науки Российской Федерации (1996)

### Знаки отличия
- Почётный гражданин города Снежинска (2005 — « за большой личный вклад в создание ядерного оружия России, выдающиеся достижения в трудовой деятельности, значительный вклад в развитие научной, производственной и социальной сферы города и в связи с 50-летием со дня образования РФЯЦ — ВНИИТФ»[3])